# Ligue du Péloponnèse
Pour les articles homonymes, voir Ligue.
Sauf précision contraire, les dates de cet article sont sous-entendues « avant l'ère commune » (AEC), c'est-à-dire « avant Jésus-Christ ».

La ligue du Péloponnèse en -431.

La ligue du Péloponnèse était une alliance de cités grecques, dominée par la puissance spartiate, entre le VIe siècle av. J.-C. et le IVe siècle av. J.-C. Elle est surtout connue pour avoir combattu la ligue de Délos au moment de la guerre du Péloponnèse. L’expression ligue du Péloponnèse est une expression contemporaine inventée par les historiens, afin de recouvrir ce que les contemporains appelaient « les Lacédémoniens et leurs alliés » ou « Sparte et ses alliés ». Sa puissance sera considérablement affaiblie par la création de la ligue d'Argos.

## Histoire
À la fin du VIe siècle av. J.-C., Sparte était devenue la plus puissante cité-État du Péloponnèse et elle avait l'hégémonie politique et militaire sur Argos, la cité-État suivante la plus puissante. Sparte acquerra deux puissants alliés, Corinthe et Élis, en débarrassant la première de la tyrannie, et en aidant la seconde à sécuriser le contrôle des Jeux olympiques. Les Spartiates poursuivaient des stratégies de ce genre afin de gagner d'autres alliés à leur ligue. Sparte défit Tégée dans une guerre frontalière et lui offrit une alliance défensive permanente : ce fut le point tournant de la politique étrangère spartiate. De nombreux autres États du centre et du nord du Péloponnèse rejoignirent la ligue, qui finalement a inclus tous les États du Péloponnèse, à l'exception d'Argos et de l'Achaïe. Après les guerres médiques, la ligue fut étendue à la ligue hellénique, comprenant également Athènes et d'autres États. Cette alliance militaire fut menée par le Spartiate Pausanias, mais lorsqu'il eut été rappelé, elle fut dirigée par l’Athénien Cimon. Sparte se retira et la ligue du Péloponnèse fut refondée avec les alliés originels de Sparte, tandis que la ligue hellénique se transforma en la ligue de Délos dirigée par Athènes. Cela pourrait avoir été causé par l'inquiétude de Sparte et de ses alliés face aux efforts d'Athènes pour étendre sa domination. Les deux ligues entrèrent finalement en conflit l'une avec l'autre au cours de la Guerre du Péloponnèse. Sous la direction de Sparte, la ligue vainquit Athènes et ses alliés en 404. La domination Spartiate sur la Grèce fut contestée au cours de la guerre de Corinthe par une coalition de quatre Cité-États alliées (Thèbes, Athènes, Corinthe, et Argos) appuyée initialement par l'Empire Perse. À la suite de ce conflit, la Confédération béotienne est dissoute et Thèbes passe sous occupation Spartiate de 382 à 379 Par la suite, les tentatives Thébaines de reconstitution de la Confédération béotienne se heurtèrent aux intérêts de Sparte. Les deux cités entrèrent en guerre et Sparte fut finalement battue en 371 à la Bataille de Leuctres. Thèbes força Corinthe et les autres cités-États à se séparer des Spartiates. En 338, la ligue du Péloponnèse fut dissoute, lorsque Philippe II de Macédoine, père d'Alexandre le Grand, forma la ligue de Corinthe après avoir vaincu Thèbes et Athènes. Dans le Péloponnèse, l'ancienne alliance spartiate fut remplacée plus tard par la ligue achéenne.

## Organisation
La ligue a été organisée avec Sparte en tant que puissance dominante, et était contrôlée par le conseil des alliés qui se composait de deux corps. Le premier corps était l'assemblée des Spartiates, et le Congrès des Alliés dans lequel chaque cité-État alliée avait une voix, ce indépendamment de sa taille ou de sa puissance géopolitique. Aucun tribut n'était payé sauf en temps de guerre, lorsqu'un tiers de l'armée d'un état pouvait être demandé. Seule Sparte pouvait convoquer un congrès de la ligue. Toutes les alliances étaient uniquement faites avec Sparte, de sorte que les autres cités-États de la ligue devaient former leurs propres alliances entre elles. Et bien que chaque cité-État ait une voix, Sparte n'était pas obligée de se conformer à toutes les résolutions de la ligue. Ainsi, la ligue du Péloponnèse n'était pas une « alliance » au sens strict du terme (et elle ne couvrit pas entièrement le Péloponnèse tout au cours de son existence). La ligue assurait la protection et la sécurité de ses membres. C'était une alliance conservatrice qui a soutenu les oligarchies contre les tyrannies et les démocraties.